# U-52号潜艇 (1938年)
U-52号（德語：U 52）是纳粹德国战争海军建造的二十四艘VII-B型潜艇（或称U艇）之一。它由基尔的日耳曼尼亚船厂承建，于1938年12月21日下水，至1939年2月4日交付使用。第二次世界大战期间，该艇曾执行过八次巡逻作战，共击沉13艘同盟国或中立国商船，累积总吨位为56,333吨。1943年10月22日，U-52号在但泽退役，至1945年5月3日在诺伊施塔特遭四架英国台风战斗轰炸机发射的火箭弹击伤后自沉。

## 设计
由于原有VII-A型潜艇的燃料容量有限而导致航程不足，战争海军于1936年又设计建造了24艘VII-B型潜艇作为改进版。为了提高操纵性和转向性能，他们在两副螺旋桨后部设计了两片舵，并增大舵面面积。VII-B型艇的内部空间更大，因此可在外部鞍状水舱内多装载33吨燃油。这种燃料舱是“自动加注”的——当柴油不断被消耗时，海水也不断进入该水舱以补偿浮力。艇艏和艇艉还设有纵倾平衡水舱，通过调整两端水量来防止潜艇在水下可能产生的纵倾和横摇。作为VII-B型艇，U-52号的全长增加了两米，达到66.50米，舷宽6.20米、高9.5米，并有4.74米的吃水深度，水上和水下排水量分别为753吨和857吨。该艇采用双轴设计，具有两副直径为1.23米的三叶螺旋桨。动力由两台曼恩生产的M6V 40/46型六缸四冲程1,400匹公制馬力（1,000千瓦特）涡轮增压柴油机用于水面运行，以及两台布朗-博韦里提供的GG UB 720/8型375匹公制馬力（280千瓦特）双作用电动发电机用于水下航行；水面最高航速17.9節（33.2每小時），水下8節（15每小時）；能够在水面以10節（19每小時）航速续航8,700海里（16,100），或以4節（7.4每小時）连续在水下航行90海里（170）而无需充电。
武器装备方面，U-52号装备有五具内置式鱼雷发射管——艇艏四具、艇艉一具。相较于VII-A型艇，其艇艉的鱼雷发射管设计在耐压壳体内部、两片舵之间，鱼雷可以由此向外发射。在轮机舱甲板下方还配备了用于艇艉的鱼雷装填系统，耐压壳体与甲板室之间一前一后还设计有外置鱼雷贮存装置，因此U-52号的鱼雷储备和发射能力也得以提升，可携带14枚G7型鱼雷或最多26枚TMA型水雷（TMB型则为39枚）。此外，该艇还搭载有一门配备220发弹药的88毫米35式速射炮以及一门配备1,195发弹药20毫米30式高射炮作为甲板炮。其标准船员编制为4名军官及40－56名水兵。

## 历史
1936年11月21日，海军造舰局根据《英德海军协定》的要求，正式将十一艘VII-B型潜艇（U-45至U-55号）的建造合同发包予基尔的日耳曼尼亚船厂。其中U-52号于次年3月9日开始铺设龙骨，建造序列为587。经过近二十一个月的建造，它于1938年12月21日下水，至1939年2月4日在首度担任艇长的海军中尉沃尔夫冈·巴滕的指挥下交付使用。完成海试后，该艇加入驻基尔的“韦格纳”潜艇区舰队，先后担任作战艇和前线艇直至1939年12月31日。当U艇编制于1940年1月1日重组时，它又继续在驻基尔和圣纳泽尔的第7潜艇区舰队担任前线艇。1941年中期退出前线任务后，U-52号从6月1日到1942年3月31日以训练艇身份成为驻皮劳的第26潜艇区舰队的一份子，继而换编至驻梅默尔的第24潜艇区舰队司职同样任务。自1943年10月1日起，它转而担任驻但泽的第23潜艇区舰队的教学艇，但很快便于10月22日退役，此后改驻诺伊施塔特充当第3潜艇教学支队见习水兵的射击训练火炮平台。在1945年5月3日英国对诺伊施塔特的空袭中，U-52号遭到隶属皇家空军第175中队的四架台风战斗轰炸机发射的火箭弹命中，严重受损，随后被迫在编号为AO-7765的海军网格处（54°07′N 10°50′E / 54.117°N 10.833°E）自沉。潜艇残骸直至1946－47年间才被打捞上岸拆解。
第二次世界大战期间，U-52号完成了八次巡逻作战，共计击沉13艘同盟国或中立国商船，累积总吨位为56,333吨。

### 第一至第三次巡逻
早在战争爆发前，为了先发制人，巴滕于1939年8月19日12:03便受命率艇从基尔出发执行首次巡逻。在穿过威廉皇帝运河，并在布伦斯比特尔移除司令塔上的编号和涂装后，该艇前往北海和北大西洋游弋。但即便当9月3日英国对德宣战后，它依旧未能找到并袭击任何敌对舰船，遂于9月17日13:00返回基尔，继而驶入船厂接受大修。在此期间，海军上尉奥托·扎尔曼于11月14日接替巴滕出任艇长。凭借战前全面训练U-7号潜艇的优势，他在此后一年多的时间里非常成功地指挥了U-52号，并成为仅有的两位获颁战功骑士十字勋章的海军人员之一。1940年2月20日，该艇前往黑尔戈兰岛附近海域进行机械测试和潜航训练，继而于2月25日移驻威廉港。
U-52号在扎尔曼的指挥下于1940年2月27日07:30离开威廉港执行第二次巡逻，但不久便因发动机出现问题而被迫再次驶入黑尔戈兰岛。在完成紧急维修后，该艇于当天重新出海，前往设得兰群岛和奥克尼群岛周边海域游弋。经过为期三十八天和大约4,000海里（7,400）的航行后，U-52号于4月4日20:31返回威廉港，期间同样未能击沉或击伤任何舰船。
为了支援入侵挪威的“威悉演习行动”，U-52号的第三次巡逻于4月7日12:10从威廉港启程，驶入北海。它一度被编入U-37、U-38、U-47、U-48、U-49和U-50号所在的第五潜艇集群，在设得兰群岛以东、沃格斯峡湾和特隆赫姆的作战区域游弋，但依旧一无所获。经过为期二十三天、水面行程2,900海里（5,400）、水下行程346海里（641）的航行后，该艇于4月29日22:40返抵基尔。

### 第四次巡逻
为了能够从比斯开湾向大西洋出击，扎尔曼率U-52号于6月8日12:15离开基尔执行第四次巡逻，经由北大西洋、北海海峡和菲尼斯特雷角南下前往德占法国。6月19日04:57，该艇终于取得首个战功，在贝勒岛以西约60海里（110）处发射一枚鱼雷击中无护航的英国货船君主号（The Monarch）船艉，使之于四分钟内沉没。另一艘独行的比利时客轮那慕尔城号（Ville de Namur）随后于当晚20:05又被U-52号发射的两枚鱼雷击中，五分钟内在拉罗谢尔以西沉没。扎尔曼怀疑该船在甲板上的大型木结构后面藏有武器，但实则是马厩。两天后，即6月21日04:11，无护航的芬兰货船希尔达号（Hilda）也被U-52号的一枚鱼雷击中，不久便在比斯开湾沉没。潜艇于7月1日在西班牙的维戈靠岸，由德国补给舰贝塞尔号（Bessel）为其提供了63,500升燃料、6吨淡水和2.3吨补给品。7月14日16:33，扎尔曼在锡利群岛西南偏西方向发现了独行的希腊货船忒提斯·A号（Thetis A.），但于18:13发射的首枚鱼雷发生故障未能引爆。直到18:18，第二枚鱼雷击中船舯部，使货船于五分钟后沉没。经过为期四十四天、水面行程6,000海里（11,000）、水下行程339海里（628）的航行后，该艇于7月21日09:30抵达洛里昂。

### 第五次巡逻

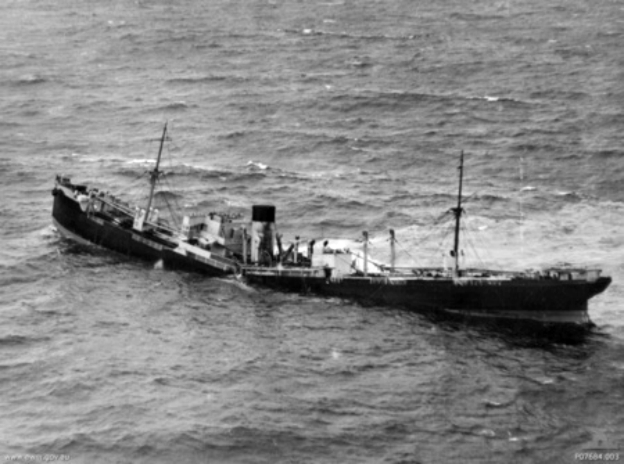
沉没中的杰拉尔丁·玛丽号

在第五次巡逻中，U-52号于7月27日21:03从洛里昂出发，前往北大西洋和北海海峡游弋，至8月13日抵达基尔。在此番为期十七天、水面行程2,600海里（4,800）、水下行程235海里（435）的第五次巡逻中，扎尔曼共击沉三艘英国商船，总计重17,102吨。8月4日03:35和03:38，U-52号在布拉迪角西北偏西约300海里（560）处向HX-60号护航船队发射两枚鱼雷，分别击沉了阿尔弗雷德国王号（King Alfred）和戈高韦尔号（Gogovale）。其中前者断成两截，船艏沉没、船艉也被护航驱逐舰范诺克号凿沉，造成8名船员身亡；后者也有2名船员和1名炮手遇难。至当天上午09:22，同一船队中的杰拉尔丁·玛丽号（Geraldine Mary）又被扎尔曼发射的一枚鱼雷击中船舯部，两小时后在布拉迪角西北偏西约270海里（500）处沉没。也正是在这轮袭击中，U-52号被英国护航舰投掷的深水炸弹严重损坏，需要返回本土接受约四个月的紧急维修。

### 第六次巡逻
不到两个月后，U-52号便在扎尔曼的指挥下于10月5日离开基尔，次日抵达梅默尔，并与驻当地的第24潜艇区舰队共同参与鱼雷射击任务。直到11月3日，它才再次从梅默尔返回基尔的霍瓦兹船厂，完成剩余的维修工作。11月17日08:07，该艇正式从基尔出发执行第六次巡逻，在横渡波罗的海并在克里斯蒂安桑进行补给后，前往北大西洋和北海海峡西北部游弋。12月2日07:23，扎尔曼在布拉迪角以西约360海里（670）处发射鱼雷袭击了HX-90号护航船队，分别击中英国货轮塔索号（Tasso）和古德利号（Goodleigh）。其中前者船舯部中弹，当即沉没；后者则是于07:35再遭到潜艇从艉部鱼雷管射出的“致命一击”后才沉没。经过为期四十二天、水面行程5,200海里（9,600）、水下行程470海里（870）的航行后，该艇于12月28日16:25抵达洛里昂。

### 第七次巡逻
1941年1月22日，扎尔曼率领U-52号于13:36从洛里昂启程执行第七次巡逻，前往北大西洋、北海海峡和爱尔兰岛西部游弋。经过为期三十四天、水面行程5,400海里（10,000）、水下行程134海里（248）的航行，该艇于2月24日返回洛里昂，沿途共击沉2艘商船，总计4,662吨。首个受害者是挪威货船灵舡号（Ringhorn），它自2月2日以来便因恶劣天气而与所属的OB-280号护航船队失散，至2月4日08:38遭到U-52号的鱼雷攻击。鱼雷击中右舷船艏，导致船身向左倾侧，并摧毁了右舷救生艇。载有约11名船员的左舷救生艇成功下水，但当船只倾覆时被烟囱砸中，最终导致14名船员遇难，仅5人幸存。2月10日14:35，自2月8日便从OG-52号护航船队中掉队的英国货船坎福德山脊号（Canford Chine），在罗科尔西南约165海里（306）处被扎尔曼发射的一枚鱼雷击中舰桥下方。一小时后，该船再遭“致命一击”命中船舯部，断成两截并沉入海底。德国人后来在沉没位置发现了一艘扬帆的救生艇，但幸存者再也没有出现过。其船长、33名船员和2名炮手全数遇难。

### 第八次巡逻
U-52号本应于3月22日离开洛里昂执行第八次暨最后一次巡逻，但出发仅一天后便因螺丝和尾轴管封装存在缺陷而返航。经过维修，该艇于3月27日18:30重新出发，又因左舷发动机发生故障而于3月31日再度折返。经过彻底检修，它终于在4月3日19:30顺利启航，前往北大西洋和爱尔兰岛西南部搜寻猎物。4月10日19:12，前一天刚从OB-306号护航船队中分离的荷兰煤船萨莱尔号（Saleier）被扎尔曼发射的两枚鱼雷击中，至19:55分再遭到“致命一击”，于十五秒内从船艏沉没。4月14日01:17，无护航的比利时客轮列日城号（Ville de Liège）又在法韦尔角以东约700海里（1,300）处被U-52号发射的两枚鱼雷中的一枚击中船艉。在01:30被再一枚鱼雷完成“致命一击”后，该船起火燃烧并于02:10沉没。经过为期四十天、水面行程5,450海里（10,090）、水下行程142海里（263）的航行，U-52号于5月1日10:50回到抵达基尔。巡逻结束后，该艇于5月2日至10月15日在基尔的船坞接受保养，随后以训练艇身份继续在各潜艇区舰队服役。

## 袭击历史摘要
| 日期          | 船名             | 船籍   | 吨位  | 结局 |
| ------------- | ---------------- | ------ | ----- | ---- |
| 1940年6月19日 | 君主号           | 英国   | 824   | 击沉 |
| 1940年6月19日 | 那慕尔城号       | 比利时 | 7,463 | 击沉 |
| 1940年6月21日 | 希尔达号         | 芬兰   | 1,144 | 击沉 |
| 1940年7月14日 | 忒提斯·A号       | 希腊   | 4,111 | 击沉 |
| 1940年8月4日  | 杰拉尔丁·玛丽号  | 英国   | 7,244 | 击沉 |
| 1940年8月4日  | 戈高韦尔号       | 英国   | 4,586 | 击沉 |
| 1940年8月4日  | 阿尔弗雷德国王号 | 英国   | 5,272 | 击沉 |
| 1940年12月2日 | 古德利号         | 英国   | 5,448 | 击沉 |
| 1940年12月2日 | 塔索号           | 英国   | 1,586 | 击沉 |
| 1941年2月4日  | 灵舡号           | 挪威   | 1,298 | 击沉 |
| 1941年2月10日 | 坎福德山脊号     | 英国   | 3,364 | 击沉 |
| 1941年4月10日 | 萨莱尔号         | 荷蘭   | 6,563 | 击沉 |
| 1941年4月14日 | 列日城号         | 比利时 | 7,430 | 击沉 |

## 脚注
1. 1 2  加洛普，第72頁.
2. ↑  威廉生，第10頁.
3. 1 2  Gröner 1991，第43–44頁.
4. 1 2 3 4 5 6 7  . U-Boot-Archiv.   [2024-05-29]. （原始内容存档于2024-02-23）.
5. ↑  Helgason, Guðmundur. . German U-boats of WWII - uboat.net.   [2024-05-29]. （原始内容存档于2023-06-02）.
6. 1 2  Helgason, Guðmundur. . German U-boats of WWII - uboat.net.   [2024-05-29]. （原始内容存档于2022-12-09）.
7. ↑  Helgason, Guðmundur. . German U-boats of WWII - uboat.net.   [2024-05-29]. （原始内容存档于2022-01-18）.
8. ↑  Helgason, Guðmundur. . German U-boats of WWII - uboat.net.   [2024-05-29]. （原始内容存档于2024-02-20）.
9. ↑  Helgason, Guðmundur. . German U-boats of WWII - uboat.net.   [2024-05-29]. （原始内容存档于2022-01-18）.
10. ↑  Helgason, Guðmundur. . German U-boats of WWII - uboat.net.   [2024-05-29]. （原始内容存档于2022-01-18）.
11. ↑  Helgason, Guðmundur. . German U-boats of WWII - uboat.net.   [2024-05-29]. （原始内容存档于2020-08-10）.
12. ↑  Helgason, Guðmundur. . German U-boats of WWII - uboat.net.   [2024-05-29]. （原始内容存档于2020-09-20）.
13. ↑  Helgason, Guðmundur. . German U-boats of WWII - uboat.net.   [2024-05-29]. （原始内容存档于2020-08-10）.
14. ↑  Helgason, Guðmundur. . German U-boats of WWII - uboat.net.   [2024-05-29]. （原始内容存档于2020-09-24）.
15. ↑  Helgason, Guðmundur. . German U-boats of WWII - uboat.net.   [2024-05-29]. （原始内容存档于2023-01-29）.
16. 1 2  Helgason, Guðmundur. . German U-boats of WWII - uboat.net.   [2024-05-29]. （原始内容存档于2022-01-18）.
17. ↑  Helgason, Guðmundur. . German U-boats of WWII - uboat.net.   [2024-05-29]. （原始内容存档于2020-08-13）.
18. ↑  Helgason, Guðmundur. . German U-boats of WWII - uboat.net.   [2024-05-29].
19. ↑  Helgason, Guðmundur. . German U-boats of WWII - uboat.net.   [2024-05-29]. （原始内容存档于2020-11-30）.
20. ↑  Helgason, Guðmundur. . German U-boats of WWII - uboat.net.   [2024-05-29]. （原始内容存档于2020-12-05）.
21. ↑  Helgason, Guðmundur. . German U-boats of WWII - uboat.net.   [2024-05-29]. （原始内容存档于2021-05-16）.
22. ↑  Helgason, Guðmundur. . German U-boats of WWII - uboat.net.   [2024-05-29]. （原始内容存档于2022-01-18）.
23. ↑  Helgason, Guðmundur. . German U-boats of WWII - uboat.net.   [2024-05-29]. （原始内容存档于2022-01-18）.
24. ↑  Helgason, Guðmundur. . German U-boats of WWII - uboat.net.   [2024-05-29]. （原始内容存档于2020-08-11）.
25. ↑  Helgason, Guðmundur. . German U-boats of WWII - uboat.net.   [2024-05-29]. （原始内容存档于2021-01-18）.
26. ↑  Helgason, Guðmundur. . German U-boats of WWII - uboat.net.   [2024-05-29]. （原始内容存档于2020-09-19）.
27. ↑  Helgason, Guðmundur. . German U-boats of WWII - uboat.net.   [2024-05-29]. （原始内容存档于2020-09-27）.
28. ↑  Helgason, Guðmundur. . German U-boats of WWII - uboat.net.   [2024-05-29]. （原始内容存档于2023-01-29）.